# Franca Ongaro
Franca Ongaro Basaglia  (Venecia, 15 de septiembre de 1928-Venecia, 13 de enero de 2005) fue una política, escritora y activista italiana, exsenadora de la República Italiana, activista feminista y luchadora por los derechos humanos y civiles de las personas con trastornos mentales. Tuvo un papel relevante en el debate parlamentario por la reglamentación e implementación definitiva de la Ley n.º 180, conocida como Ley Basaglia que cerró los hospitales psiquiátricos en Italia y constituyó una revolución cultural en ese país en el ámbito de la salud mental, con repercusiones globales para la historia de la psiquiatría. 

## Biografía
Franca fue la segunda hija del matrimonio formado por Agostino Ongaro y Carolina Trevisan. El padre murió en 1945, cuando ella todavía estaba en el liceo. Tuvo tres hermanos: Alberto, Cecilia y Luisa. El mayor, Alberto Ongaro, fue escritor y una influencia para que Franca dirigiera su interés primeramente hacia la literatura. Tras la muerte del padre la situación financiera familiar se resintió de manera que Franca debió interrumpir sus estudios universitarios para trabajar como secretaria. En esa etapa de su vida se encontraba cuando conoció a Franco Basaglia, que por ese entonces era estudiante de medicina en Padua. Franco, quien casualmente compartía el mismo nombre de pila con ella, era un amigo de su hermano Alberto. Se habían conocido cuando ambos estuvieron presos, acusados de desarrollar actividades antifascistas.
En 1953 se casó con Franco Basaglia y tuvieron inmediatamente dos hijos: Enrico y Alberta. La familia vivió entre Venecia y Padua, donde Franco trabajaba como médico asistente en la clínica neuropsiquiátrica universitaria. Franca inicialmente solo se encargó de sus hijos pequeños y se interesaba por la literatura y la filosofía, además de compartir el entusiasmo intelectual de su marido por la psiquiatría y el activismo por su democratización.
En este primer tiempo, se dedicó a escribir cuentos infantiles y también versiones resumidas de novelas clásicas infantojuveniles, como Piccole donne (Mujercitas), de Louisa May Alcott. También escribió los textos para Le avventure di Ulisse (Las aventuras de Ulises), una versión de la Odisea ilustrada por Hugo Pratt, que se publicó por entregas, aunque bastante más tarde (entre 1963 y 1964).
En la siguiente década su vida profesional dio un gran vuelco para dirigirse al activismo y al trabajo intelectual dedicado a los derechos civiles de los enfermos mentales. Su marido había comenzado a trabajar como director el hospital psiquiátrico de Gorizia, lo que significó para ella un primer enfrentamiento con la penosa situación de vida de las personas en este tipo de instituciones. Basaglia dejó el trabajo académico para concentrarse en la clínica y en el activismo. Ongaro, fuertemente impactada por sus impresiones al conocer un manicomio por dentro, se enroló como voluntaria en el equipo de su marido y desde entonces centró su quehacer en la política, la sociología y el activismo por la «liberación de los locos». Escribió varios libros, artículos, ensayos y capítulos de libro en conjunto con Basaglia: La malattia e il suo doppio; Un problema di psichiatria istituzionale: L’esclusione come categoria socio-psichiatrica; La maggioranza deviante: L’ideologia del controllo sociale totale; Crimini di pace; L’utopia della realtà; Il concetto di salute e malattia; Follia/delirio y algunos como autora individual: Salute/Malattia: Le parole della medicina; Manicomio, perché; Confessione sbagliata; Vita e carriera di Mario Tommasini burocrate proprio scomodo narrate da lui medesimo, entre otros. En ocasiones —en parte debido a la coincidencia de nombres— sus trabajos se confundieron con los de su marido, situación que ocurrió en varias reediciones, citas y traducciones, y se repitió a lo largo de los años, incluso recientemente, en 2020.
Junto a Franco Basaglia, Franca Ongaro fue cofundadora y activa participante del movimiento Psiquiatría Democrática (Psichiatria Democratica), organización que —aparte de promover primeramente la mejora de condiciones y después, más radicalmente, exigir el cierre definitivo de los manicomios y de toda forma de institución asilar que fuese restrictiva de la libertad y de los derechos civiles de los enfermos mentales— se encargó tanto de demostrar prácticamente que un tratamiento humano y libre era posible, como de solventar teóricamente los fundamentos de esta propuesta. Esta organización continúa activa y ya celebró su 50.º aniversario.

## Activista del feminismo
Otro gran tema que la ocupó de manera afanosa fue la defensa de los derechos de la mujer y la denuncia de la situación de las mujeres en la sociedad patriarcal. En sus obras Mujer Locura y Sociedad y Una voz —ambos traducidos al español y publicados por la editorial de la Universidad de Puebla entre 1980 y 1981— abordó estos problemas, ganándose un espacio en los círculos feministas de los años 1980, tanto en Italia como en México, donde realizó  giras ofreciendo conferencias en la UNAM y en la Universidad de Puebla.
El significado de ser mujer y la complejidad de la relación entre los géneros eran asuntos a los que se había dedicado tempranamente. En 1968 escribió un artículo que fue publicado en Milán por la revista Che fare? acerca de las «dificultades de la relación privada hombre-mujer» en el que reclamaba de los revolucionarios que luchaban contra todo tipo de opresión, mostrasen la necesaria «coherencia entre lo privado y lo público». Con este artículo, Ongaro se anticipaba a un tema que ocupará un lugar destacado en el debate feminista de las siguientes décadas.

## Senadora de la República Italiana
Tras la temprana muerte de Franco Basaglia en 1980, Franca continuó trabajando en las mismas temáticas y profundizó su compromiso político. Fue elegida por primera vez senadora en 1983 representando a la lista de la izquierda independiente (Sinistra Indipendente) y permaneció por dos legislaturas consecutivas, hasta 1992.
Naturalmente, el énfasis de su trabajo parlamentario estuvo puesto en la defensa de la Ley 180, puesto que en un comienzo tuvo acérrimos detractores que querían derogarla. Aunque había sido promulgada en 1978, solo pudo ponerse en práctica paulatinamente y tras sucesivas indicaciones y reglamentos que Franca Basaglia impulsó desde el parlamento. El marco legal de 1978 establecía que los pacientes psiquiátricos solo podían ser admitidos en hospitales generales, permitiendo, sin embargo, que los pacientes que se encontraban internos en manicomios podían permanecer allí, al menos durante la fase de transición que la ley fijó (un año). En esta ley se establecen además dos principios importantes: 1) nadie puede ser recluido en contra de su voluntad y 2) se elimina el concepto de «peligrosidad social» con el que se calificaba a ciertos pacientes psiquiátricos. En lugar de manicomios e instituciones de asilo, lo que existiría es una red territorial de servicios de salud mental.
Aunque la Ley 180 fue aprobada por todos los partidos italianos (a excepción de los de extrema derecha), al comenzar la década de 1980 aparecieron muchos detractores por las dificultades de implementación práctica y financiamiento. Así, mientras diversas asociaciones de familiares de los pacientes reclamaban que no podían hacerse cargo de sus enfermos, los organismos gubernamentales encargados de la regulación se mantenían pasivos. Aparecieron grupos de parlamentarios con proyectos de contrarreforma, mientras que en unas pocas regiones gobernadas por la izquierda aparecían cuerpos legales y reglamentos de vigencia regional que servían como parches para dar un marco práctico a la ley.
Es en este contexto que resultó elegida senadora, llevando a cabo un trabajo intenso en la Comisión de Salud del parlamento. Impulsó la creación del Observatorio de la Ley y convocó a las familias para que en vez de protestar contra la nueva ley,  dirigieran su indignación hacia la inoperancia de los organismos del Estado para implementarla. Un año después de su llegada al Senado y por su iniciativa, se promulgó una primera ley (Legge Obiettivo [Ley Objetivo]), que establecía y regulaba los principales aspectos prácticos para el nuevo procedimiento de atención en salud mental: financiación, personal, organización y funciones de los nuevos departamentos de salud mental. El cierre de los antiguos hospitales psiquiátricos se materializó  finalmente dos años más tarde por decreto del gobierno, trasladando a sus residentes viviendas asistidas.
A la historia legislativa se suma una década completa de sucesivos ajustes e indicaciones. Recién en 1994, en base al proyecto de la senadora Franca Ongaro Basaglia, la ley tuvo un reglamento suficientemente sólido de modo que aquellos manicomios que aún subsistían en algunos lugares de Italia pudieron cerrarse de manera definitiva. 

## Premios y reconocimientos
- 1975: galardón especial del Premio Sila por sus actividades culturales y sociales, en conjunto con su marido.  .
- 2000: Premio Yves Pélicier de la International Academy of Law and Mental Health.[9]
- 2001: Se le otorgó el grado de doctor honoris causa en Ciencias Políticas por la Universidad de Sassari.[10]
- 2011: La ciudad de Trieste bautizó el teatro del antiguo hospital psiquiátrico como Teatrino Franca e Franco Basaglia [11]